# Slavko Parać
Slavko Parać (27. rujna 1954. – 7. veljače 2017.), vojvođanski visoki istaknuti društveno – politički radnik, veliki borac za pravdu, dijalog i toleranciju, na glasu kao požrtvovni i vrijedni politički aktivist koji je imao vremena za svakog tko mu se obratio. Pripadnik hrvatske zajednice.

## Životopis
Rodio se 1954. godine. Političku karijeru započeo je u svojoj ranoj mladosti angažiranjem u Savezu socijalističke omladine u Subotici, nakon čega je postao početkom osamdesetih predsjednik Saveza socijalističke omladine Jugoslavije. U svojoj bogatoj političkoj karijeri obnašao je je mnoge značajne funkcije u Subotici, u organima Autonomne pokrajine Vojvodine, kao i saveznim organima. U Subotici ostao zapamćen kao jedna od osnivača antiratnog pokreta Golubovi Subotice i predsjednika Saveza građana Subotice. Posljednjih 12 godina svog života posvetio je radu u Demokratskoj stranci gdje je u jednom mandatu bio predsjednik Gradskog odbora i zastupnik u Skupštini Autonomne pokrajine Vojvodine, a u četiri posljednja mandata i odbornik u Skupštini grada Subotice gdje je obnašao dužnosti zamjenika predsjednika i predsjednika Skupštine grada Subotice. S mjesta predsjednika Gradskog odbora Demokratske stranke povukao se zbog bolesti. Oduvijek bio na glasu po čvrstom karakteru, pa i po cijenu odricanja lagodnih pozicija, pa se nakon razmjerno lagodnih pozicija predsjednika Komisije za međunarodne odnose ili člana Pokrajinskog komiteta Saveza komunista Vojvodine s početka i kraja osamdesetih vrlo brzo opredijelio za neizvjesnu i rizičnu stranu – obranu primarnih ljudskih i građanskih vrijednosti, koja je od početka devedesetih do današnjih dana ugrožena sa svih strana. Umro je 7. veljače 2017. godine. Komemoracija povodom smrti bila je 9. veljače 2017. u Velikoj vijećnici Gradske kuće, a sprovod je bio na Palićkom groblju.